# Kédougou (região)
Kédougou é uma das catorze regiões que dividem o Senegal.

## Departamentos
A região de Kédougou está dividida em três departamentos:
- Kédougou
- Salemata
- Saraya

## Demografia
| População da região de Kédougou (2008–2015) | População da região de Kédougou (2008–2015) | População da região de Kédougou (2008–2015) | População da região de Kédougou (2008–2015) | População da região de Kédougou (2008–2015) | População da região de Kédougou (2008–2015) | População da região de Kédougou (2008–2015) | População da região de Kédougou (2008–2015) |
| ------------------------------------------- | ------------------------------------------- | ------------------------------------------- | ------------------------------------------- | ------------------------------------------- | ------------------------------------------- | ------------------------------------------- | ------------------------------------------- |
| 2008                                        | 2009                                        | 2010                                        | 2011                                        | 2012                                        | 2013                                        | 2014                                        | 2015                                        |
| 122.333                                     | 125.763                                     | 129.908                                     | 133.459                                     | 137.485                                     | 141.226                                     | 145.027                                     | 148.884                                     |